# Стара Гора (Мирна)
Стара Гора (словен. Stara Gora) је насељено место у општини Мирна, регија Југоисточна Словенија, Словенија.

## Историја
До територијалне реорганизације у Словенији била је у саставу старе општине Требње.

## Становништво
У попису становништва из 2011. године, Стара Гора је имала 46 становника.
| Број становника према пописима | Број становника према пописима | Број становника према пописима |
| ------------------------------ | ------------------------------ | ------------------------------ |
| 1991                           | 2002                           | 2011                           |
| 17                             | 30                             | 46                             |